# Изобаза
Изобаза (от др.-греч. ισος — равный и др.-греч. βασις — основа) — частный случай изолинии, линия на карте, соединяющая точки земной поверхности, испытывающие поднятие или опускание либо с равной скоростью либо с равной амплитудой в определенный отрезок времени. Используются для картирования неотектонических движений.

## Особенности изобаз
Изобазы подразделяются на:
- Изоанабазы — соединяют точки, испытывающие равные поднятия (например: +2 см/год или +160 метров в Голоцене);
- Изокатабазы — соединяют точки, испытывающие равные опускания (например, -0,4 см/год).

Амплитуды и скорости вертикальных движений могут быть установлены непосредственно — путём повторного точного нивелирования, измерение изменений наклона местности, сопоставлением данных о перемещении береговых линий озёр. Для больших отрезков времени направление, скорость и амплитуды неотектонических движений устанавливают геологическими и геоморфологическими методами. Например, карта изобаз бассейна Балтийского моря и прилегающих территорий может быть составлена на основании современных гипсометрических уровней сохранившихся следов береговой линии Иольдиевого моря амплитуда которых достигает 200 метров (до +160 метров на севере и до -50 метров на юге).